# Пражский мир (1866)
Пражский мир 1866 — мирный договор между Австрией и Пруссией, завершивший австро-прусскую войну 1866.
Опасаясь вмешательства в войну Франции и рассчитывая на сближение с Австрией в будущем, Отто фон Бисмарк, несмотря на сопротивление короля и генералитета, стремившихся к полному разгрому последней, добился прекращения военных действий и сохранения территориальной целостности австрийской монархии. Договор был подписан 23 августа в Праге, оккупированной прусскими войсками. Договор подтвердил основные условия Никольсбургского прелиминарного договора от 26 июля 1866.
Австрия признала роспуск Германского союза, согласилась с «новым устройством Германии» без участия Австрии, и обещала признать новый союз германских государств к северу от р. Майн во главе с Пруссией, а также будущие аннексии Пруссии на севере Германии.
Австрия отказалась в пользу Пруссии от всех прав на Шлезвиг и Гольштейн, признала передачу Венецианской области Италии, обязалась выплатить Пруссии контрибуцию в 40 млн прусских талеров. По итогам договора гегемония среди германских государств перешла от Австрии к Пруссии.